# Свендково
Свендково (пол. Swędkowo, нім. Schwöllmen) — село в Польщі, у гміні Ґодково Ельблонзького повіту Вармінсько-Мазурського воєводства.
Населення — 76 осіб (2011).
У 1975-1998 роках село належало до Ельблонзького воєводства.

## Демографія
Демографічна структура станом на 31 березня 2011 року:
|          | Загалом | Допрацездатний вік | Працездатний вік | Постпрацездатний вік |
| -------- | ------- | ------------------ | ---------------- | -------------------- |
| Чоловіки | 35      | 4                  | 25               | 6                    |
| Жінки    | 41      | 9                  | 23               | 9                    |
| Разом    | 76      | 13                 | 48               | 15                   |